# Raimundo Trindade

Cônego Raimundo Trindade, fotografia pertencente a galeria do Instituto Histórico e Geográfico de Minas Gerais.

Raimundo Otávio da Trindade (Barra Longa, 20 de novembro de 1883 — Belo Horizonte, 2 de abril de 1962) foi um sacerdote da Igreja Católica, cônego do Cabido da Catedral de Mariana e monsenhor camareiro secreto de João XXIII. Foi também historiador, atuando como diretor do Arquivo Eclesiástico de Mariana e do Museu da Inconfidência em Ouro Preto.

## Biografia
Raimundo Otávio da Trindade era filho do casal José Pereira da Trindade e Maria Belmira da Trindade. Iniciou seus estudos no ambiente familiar mesmo e, depois, foi enviado para aperfeiçoar seus estudos no Seminário de Mariana. Foi ordenado sacerdote em 04 de abril de 1908, na Catedral de Mariana. Exerceu seu ministério em várias cidades, entre elas, Rio Doce, Limeira, São Domingos do Prata, Barra Longa e Ponte Nova. Em Ponte Nova, foi vereador, chegando a presidir a Câmara dos Vereadores, por 36 dias, em 1937, até pedir a sua própria exoneração. Nesta cidade foi ainda, professor e, depois, diretor do Ginásio Dom Helvécio. Nomeado Cônego, foi tesoureiro-mor do Cabido e chanceler do arcebispado. Dirigiu, ainda, entre 1923 e 1944, o Arquivo Eclesiástico da Arquidiocese de Mariana, sendo responsável por sua organização. Foi, também, diretor do Museu da Inconfidência em Ouro Preto, aposentando-se desta função em 1959.
Em 2 de setembro de 1960 foi nomeado Monsenhor Camareiro Secreto do Papa João XXIII. 
Foi também membro do Colégio Brasileiro de Genealogia e do Instituto Genealógico Brasileiro. Deixou inúmeras obras, referências no estudo da história mineira e brasileira.

## Obras
- A Semana Santa - S. Paulo- 1916.
- Genealogias Mineiras – Ponte Nova - 1923;
- Monografia Histórica de Barra Longa - S.Paulo;
- Efemérides da Arquidiocese de Mariana - Mariana – 1928;
- Arquidiocese de Mariana: subsídios para sua história (2 volumes) - S. Paulo – 1928-1929: sua obra mais importante;
- A família Pontes -  Ponte Nova- 1934;
- Genealogia da Zona do Carmo - Ponte Nova, Est. Gráfico "Gutemberg" Imãos Penna, 1943;
- Velhos troncos mineiros -  São Paulo, 1955, 3 volumes